# Ella-Maria Gollmer
Ella-Maria Gollmer (Potsdam, 1º giugno 1994) è un'attrice tedesca, meglio conosciuta per aver interpretato il ruolo di Merry nel film La tribù del pallone - L'ultimo goal, ultimo dei cinque film diretti da Joachim Masannek.

## Biografia e carriera
A soli otto anni, appare nel video musicale When The Children Cry di Mark 'Oh. Dopodiché ha fatto molti spot pubblicitari. 
Nel 2004 ha recitato nella prima stagione di Un ciclone in convento.Nel 2006 ha ottenuto il ruolo di Lily nel telefilm "Inga Lingstrom - Vickerby per sempre". Nel 2007 ha interpretato il ruolo di Merry nel film La tribù del pallone - L'ultimo goal e nel 2008 ha recitato in un ruolo importante in Die Gräfin - The Countess. Nel 2010 arriva il vero e proprio debutto, recita come "Jenny, la cugina di Kai" in La banda dei coccodrilli indaga che la fa crescere di notorietà. L'anno dopo, 2011, Ella-Maria viene ripresa per il terzo e ultimo film La banda dei coccodrilli - Tutti per uno che presto saranno mandate in onda su Sky Cinema Family.

## Filmografia

### Cinema
- La tribù del pallone - L'ultimo goal - (2007)
- Die Gräfin - The Countess - (2008)
- La banda dei coccodrilli indaga - (2010)
- La banda dei coccodrilli - Tutti per uno - (2011)

### Televisione
- Inga Lindström - Vickerby per sempre - Lily
- Un ciclone in convento